# Расстояние Левенштейна
Расстояние Левенштейна (редакционное расстояние, дистанция редактирования) — метрика, измеряющая по модулю разность между двумя последовательностями символов. Она определяется как минимальное количество односимвольных операций (а именно вставки, удаления, замены), необходимых для превращения одной последовательности символов в другую. В общем случае, операциям, используемым в этом преобразовании, можно назначить разные цены. Широко используется в теории информации и компьютерной лингвистике.
Впервые задачу поставил в 1965 году советский математик Владимир Левенштейн при изучении последовательностей {\displaystyle 0-1}, впоследствии более общую задачу для произвольного алфавита связали с его именем. Большой вклад в изучение вопроса внёс Дэн Гасфилд.

## Применение
Расстояние Левенштейна и его обобщения активно применяется:
- для исправления ошибок в слове (в поисковых системах, базах данных, при вводе текста, при автоматическом распознавании отсканированного текста или речи).
- для сравнения текстовых файлов утилитой diff и ей подобными. Здесь роль «символов» играют строки, а роль «строк» — файлы.
- в биоинформатике для сравнения генов, хромосом и белков.

С точки зрения приложений определение расстояния между словами или текстовыми полями по Левенштейну обладает следующими недостатками:
1. При перестановке местами слов или частей слов получаются сравнительно большие расстояния;
2. Расстояния между совершенно разными короткими словами оказываются небольшими, в то время как расстояния между очень похожими длинными словами оказываются значительными.

## Редакционное предписание
Редакционным предписанием называется последовательность действий, необходимых для получения из первой строки второй кратчайшим образом. Обычно действия обозначаются так: D (англ. delete) — удалить, I (англ. insert) — вставить, R (replace) — заменить, M (match) — совпадение.
Например, для 2 строк «CONNECT» и «CONEHEAD» можно построить следующую таблицу преобразований:
| M | M | M | R | I | M | R | R |
| - | - | - | - | - | - | - | - |
| C | O | N | N |   | E | C | T |
| C | O | N | E | H | E | A | D |

Найти только расстояние Левенштейна — более простая задача, чем найти ещё и редакционное предписание (подробнее см. ниже).

## Обобщения

### Разные цены операций
Цены операций могут зависеть от вида операции (вставка, удаление, замена) и/или от участвующих в ней символов, отражая разную вероятность мутаций в биологии, разную вероятность разных ошибок при вводе текста и т. д. В общем случае:
- w(a, b) — цена замены символа a на символ b
- w(ε, b) — цена вставки символа b
- w(a, ε) — цена удаления символа a

Необходимо найти последовательность замен, минимизирующую суммарную цену. Расстояние Левенштейна является частным случаем этой задачи при
- w(a, а) = 0
- w(a, b) = 1 при a≠b
- w(ε, b) = 1
- w(a, ε) = 1

Как частный случай, так и задачу для произвольных w, решает алгоритм Вагнера — Фишера, приведённый ниже. Здесь и ниже мы считаем, что все w неотрицательны, и действует неравенство треугольника: замена двух последовательных операций одной не увеличит общую цену (например, замена символа x на y, а потом y на z не лучше, чем сразу x на z).

### Транспозиция
Если к списку разрешённых операций добавить транспозицию (два соседних символа меняются местами), получается расстояние Дамерау — Левенштейна. Для неё также существует алгоритм, требующий O(MN) операций. Дамерау показал, что 80 % ошибок при наборе текста человеком являются транспозициями. Кроме того, расстояние Дамерау — Левенштейна используется и в биоинформатике.

## Формула
Здесь и далее считается, что элементы строк нумеруются с первого, как принято в математике, а не с нулевого, как принято во многих языках программирования.
Пусть {\displaystyle S_{1}} и {\displaystyle S_{2}} — две строки (длиной {\displaystyle M} и {\displaystyle N} соответственно) над некоторым алфавитом, тогда редакционное расстояние (расстояние Левенштейна) {\displaystyle {\rm {d}}(S_{1},S_{2})} можно подсчитать по следующей рекуррентной формуле
{\displaystyle \ {\rm {d}}(S_{1},S_{2})=D(M,N)} , где
{\displaystyle D(i,j)=\left\{{\begin{array}{llcl}0,&&&i=0,\ j=0\\i,&&&j=0,\ i>0\\j,&&&i=0,\ j>0\\\min\{\\&D(i,j-1)+1,\\&D(i-1,j)+1,&&j>0,\ i>0\\&D(i-1,j-1)+{\rm {m}}(S_{1}[i],S_{2}[j])\\\}\end{array}}\right.},
где {\displaystyle {\rm {m}}(a,b)} равна нулю, если {\displaystyle a=b} и единице в противном случае; {\displaystyle \min\{\,a,b,c\,\}} возвращает наименьший из аргументов.
Здесь шаг по {\displaystyle i} символизирует удаление (D) из первой строки, по {\displaystyle j} — вставку (I) в первую строку, а шаг по обоим индексам символизирует замену символа (R) или отсутствие изменений (M).
Очевидно, справедливы следующие утверждения:
- {\displaystyle {\rm {d}}(S_{1},S_{2})\geqslant {\bigl |}|S_{1}|-|S_{2}|{\bigr |}}
- {\displaystyle {\rm {d}}(S_{1},S_{2})\leqslant \max {\bigl (}|S_{1}|,|S_{2}|{\bigr )}}
- {\displaystyle \mathop {\rm {d}} (S_{1},S_{2})=0\Leftrightarrow S_{1}=S_{2}}

|   |    | P  | O | L | Y | N | O | M | I | A | L  |
| - | -- | -- | - | - | - | - | - | - | - | - | -- |
|   | 0  | 1  | 2 | 3 | 4 | 5 | 6 | 7 | 8 | 9 | 10 |
| E | 1  | 1  | 2 | 3 | 4 | 5 | 6 | 7 | 8 | 9 | 10 |
| X | 2  | 2  | 2 | 3 | 4 | 5 | 6 | 7 | 8 | 9 | 10 |
| P | 3  | 2  | 3 | 3 | 4 | 5 | 6 | 7 | 8 | 9 | 10 |
| O | 4  | 3  | 2 | 3 | 4 | 5 | 5 | 6 | 7 | 8 | 9  |
| N | 5  | 4  | 3 | 3 | 4 | 4 | 5 | 6 | 7 | 8 | 9  |
| E | 6  | 5  | 4 | 4 | 4 | 5 | 5 | 6 | 7 | 8 | 9  |
| N | 7  | 6  | 5 | 5 | 5 | 4 | 5 | 6 | 7 | 8 | 9  |
| T | 8  | 7  | 6 | 6 | 6 | 5 | 5 | 6 | 7 | 8 | 9  |
| I | 9  | 8  | 7 | 7 | 7 | 6 | 6 | 6 | 6 | 7 | 8  |
| A | 10 | 9  | 8 | 8 | 8 | 7 | 7 | 7 | 7 | 6 | 7  |
| L | 11 | 10 | 9 | 8 | 9 | 8 | 8 | 8 | 8 | 7 | 6  |

### Доказательство
Рассмотрим формулу более подробно. Очевидно, что редакционное расстояние между двумя пустыми строками равно нулю. Так же очевидно то, что чтобы получить пустую строку из строки длиной {\displaystyle i}, нужно совершить {\displaystyle i} операций удаления, а чтобы получить строку длиной {\displaystyle j} из пустой, нужно произвести {\displaystyle j} операций вставки.
Осталось рассмотреть нетривиальный случай, когда обе строки непусты.
Для начала заметим, что в оптимальной последовательности операций их можно произвольно менять местами. В самом деле, рассмотрим две последовательные операции:
- Две замены одного и того же символа — неоптимально (если мы заменили x на y, потом — y на z, выгоднее было сразу заменить x на z).
- Две замены разных символов можно менять местами
- Два стирания или две вставки можно менять местами
- Вставка символа с его последующим стиранием — неоптимально (можно их обе отменить)
- Стирание и вставку разных символов можно менять местами
- Вставка символа с его последующей заменой — неоптимально (излишняя замена)
- Вставка символа и замена другого символа меняются местами
- Замена символа с его последующим стиранием — неоптимально (излишняя замена)
- Стирание символа и замена другого символа меняются местами

Пусть {\displaystyle S_{1}} кончается на символ «a», {\displaystyle S_{2}} кончается на символ «b». Есть три варианта:
1. Символ «а», на который кончается {\displaystyle S_{1}}, в какой-то момент был стёрт. Сделаем это стирание первой операцией. Тогда мы стёрли символ «a», после чего превратили первые {\displaystyle i-1} символов {\displaystyle S_{1}} в {\displaystyle S_{2}} (на что потребовалось {\displaystyle D(i-1,\ j)} операций), значит, всего потребовалось {\displaystyle D(i-1,\ j)+1} операций
2. Символ «b», на который кончается {\displaystyle S_{2}}, в какой-то момент был добавлен. Сделаем это добавление последней операцией. Мы превратили {\displaystyle S_{1}} в первые {\displaystyle j-1} символов {\displaystyle S_{2}}, после чего добавили «b». Аналогично предыдущему случаю, потребовалось {\displaystyle D(i,\ j-1)+1} операций.
3. Оба предыдущих утверждения неверны. Если мы добавляли символы справа от финального «a», то, чтобы сделать последним символом «b», мы должны были или в какой-то момент добавить его (но тогда утверждение 2 было бы верно), либо заменить на него один из этих добавленных символов (что тоже невозможно, потому что добавление символа с его последующей заменой неоптимально). Значит, символов справа от финального «a» мы не добавляли. Самого финального «a» мы не стирали, поскольку утверждение 1 неверно. Значит, единственный способ изменения последнего символа — его замена. Заменять его 2 или больше раз неоптимально. Значит,
  1. Если {\displaystyle a=b}, мы последний символ не меняли. Поскольку мы его также не стирали и не приписывали ничего справа от него, он не влиял на наши действия, и, значит, мы выполнили {\displaystyle D(i-1,\ j-1)} операций.
  2. Если {\displaystyle a\neq b}, мы последний символ меняли один раз. Сделаем эту замену первой. В дальнейшем, аналогично предыдущему случаю, мы должны выполнить {\displaystyle D(i-1,\ j-1)} операций, значит, всего потребуется {\displaystyle D(i-1,\ j-1)+1} операций.

## Алгоритм Вагнера — Фишера
Для нахождения кратчайшего расстояния необходимо вычислить матрицу D, используя вышеприведённую формулу. Её можно вычислять как по строкам, так и по столбцам. Псевдокод алгоритма:
```
 для всех i от 0 до M
   для всех j от 0 до N
     вычислить D(i, j)
 вернуть D(M, N)

```

Или в более развёрнутом виде, и при произвольных ценах замен, вставок и удалений:
```
 D(0, 0) = 0
 для всех j от 1 до N
   D(0, j) = D(0, j - 1) + цена вставки символа S2[j]
 для всех i от 1 до M
   D(i, 0) = D(i - 1, 0) + цена удаления символа S1[i]
   для всех j от 1 до N
     D(i, j) = min{
       D(i - 1, j) + цена удаления символа S1[i],
       D(i, j - 1) + цена вставки символа S2[j],
       D(i - 1, j - 1) + цена замены символа S1[i] на символ S2[j]
     }
 вернуть D(M, N)

```

(Напоминаем, что элементы строк нумеруются с первого, а не с нулевого.)
Для восстановления редакционного предписания требуется вычислить матрицу D, после чего идти из правого нижнего угла (M,N) в левый верхний, на каждом шаге ища минимальное из трёх значений:
- если минимально ({\displaystyle D(i-1,j)}+ цена удаления символа S1[i]), добавляем удаление символа S1[i] и идём в (i-1, j)
- если минимально ({\displaystyle D(i,j-1)}+ цена вставки символа S2[j]), добавляем вставку символа S2[j] и идём в (i, j-1)
- если минимально ({\displaystyle D(i-1,j-1)}+ цена замены символа S1[i] на символ S2[j]), добавляем замену S1[i] на S2[j] (если они не равны; иначе ничего не добавляем), после чего идём в (i-1, j-1)

Здесь (i, j) — клетка матрицы, в которой мы находимся на данном шаге. Если минимальны два из трёх значений (или равны все три), это означает, что есть 2 или 3 равноценных редакционных предписания.
Этот алгоритм называется алгоритмом Вагнера — Фишера. Он предложен Р. Вагнером (R. A. Wagner) и М. Фишером (M. J. Fischer) в 1974 году.

### Память
Алгоритм в виде, описанном выше, требует {\displaystyle \Theta (M\cdot N)} операций и такую же память. Последнее может быть неприятным: так, для сравнения файлов длиной в 105 строк потребуется около 40 гигабайт памяти.
Если требуется только расстояние, легко уменьшить требуемую память до {\displaystyle \Theta (\min\{\,M,N\,\})}. Для этого надо учесть, что после вычисления любой строки предыдущая строка больше не нужна. Более того, после вычисления D(i, j) не нужны также D(i-1,0) … D(i-1,j-1). Поэтому алгоритм можно переписать как
```
 для всех i от 0 до M
   для всех j от 0 до N
     вычислить D(i, j)
   если i > 0
     стереть строку D(i - 1)
 вернуть D(M, N)

```

или даже
```
 для всех i от 0 до M
   для всех j от 0 до N
     вычислить D(i, j)
     если i > 0 и j > 0
       стереть D(i - 1, j - 1)
 вернуть D(M, N)

```

Если требуется редакционное предписание, экономия памяти усложняется.
Для того, чтобы обеспечить время {\displaystyle \Theta (M\cdot N)} при памяти {\displaystyle \Theta (\min\{\,M,N\,\})}, определим матрицу E минимальных расстояний между суффиксами строк, то есть E(i, j) — расстояние между последними i символами {\displaystyle S_{1}} и последними j символами {\displaystyle S_{2}}. Очевидно, матрицу E можно вычислить аналогично матрице D, и так же быстро.
Теперь опишем алгоритм, считая, что {\displaystyle S_{2}} — кратчайшая из двух строк.
- Если длина одной из строк (или обеих) не больше 1, задача тривиальна. Если нет, выполним следующие шаги.
- Разделим строку {\displaystyle S_{1}} на две подстроки длиной {\displaystyle M/2}. (Если M нечётно, то длины подстрок будут {\displaystyle (M-1)/2} и {\displaystyle (M+1)/2}.) Обозначим подстроки {\displaystyle S_{1}^{-}} и {\displaystyle S_{1}^{+}}.
- Для {\displaystyle S_{1}^{-}} вычислим последнюю строку матрицы D, а для {\displaystyle S_{1}^{+}} — последнюю строку матрицы E.
- Найдём i такое, что {\displaystyle D(|S_{1}^{-}|,i)+E(|S_{1}^{+}|,N-i)} минимально. Здесь D и Е — матрицы из предыдущего шага, но мы используем только их последние строки. Таким образом, мы нашли разбиение {\displaystyle S_{2}} на две подстроки, минимизирующее сумму расстояния левой половины {\displaystyle S_{1}} до левой части {\displaystyle S_{2}} и расстояния правой половины {\displaystyle S_{1}} до правой части {\displaystyle S_{2}}. Следовательно, левая подстрока {\displaystyle S_{2}} соответствует левой половине {\displaystyle S_{1}}, а правая — правой.
- Рекурсивно ищем редакционное предписание, превращающее {\displaystyle S_{1}^{-}} в левую часть {\displaystyle S_{2}} (то есть в подстроку {\displaystyle S2[1...i]})
- Рекурсивно ищем редакционное предписание, превращающее {\displaystyle S_{1}^{+}} в правую часть {\displaystyle S_{2}} (то есть в подстроку {\displaystyle S2[i+1...N]}).
- Объединяем оба редакционных предписания.[5]

Время выполнения удовлетворяет (с точностью до умножения на константу) условию
{\displaystyle T(M,N)=MN+T(M/2,N')+T(M/2,N-N'),\ 0\leq N'\leq N},
откуда следует (доказывается индукцией по M)
{\displaystyle T(M,N)\leq 2MN}
следовательно
{\displaystyle T(M,N)=\Theta (M\cdot N)}
Требуемая память пропорциональна {\displaystyle N+N/2+N/4+...=2N}
Кроме того, есть алгоритмы, экономящие память за счёт существенного замедления, например, время становится кубическим, а не квадратичным, по длине строк.